# Dom in svet
Dom in svet je bil slovenski literarni mesečnik, ki je izhajal med letoma 1888 in 1944. Nastal je kot zabavno-poučni list za katoliške bralce, pozneje se je razvil v izrazito literarno revijo. V Ljubljani ga je ustanovil filozof in teolog Frančišek Lampe in ga urejal do smrti (1900). Revija je bila izrazito katoliška, a je predstavljala strpnejši, predvsem pa umetniško najbolj ustvarjalen del katoliške kulture. Ob ustanovitvi DS je bilo zaznati določena nesoglasja med ustanoviteljem Fr. Lampetom in urednikom sočasno nastalega Rimskega katolika Antonom Mahničem. 
Urednikovanje Izidorja Cankarja (1914–1919) pomeni stopnjevanje umetniško-estetske usmeritve DS: iz obzorij katoliškega romantičnega realizma in domačijske literature je revijo dvignil na širšo in modernejšo estetsko raven. K pisanju je mdr. pritegnil Ivana Cankarja; likovni del revije so odtlej oblikovali znameniti slovenski likovni umetniki: Plečnik, Vurnik idr. 
V hudo krizo je revija DS zašla 1937, ko je Kocbek v njej objavil članek Premišljevanje o Španiji. V javnosti je nastala ostra polemika, saj je Kocbek opredelil špansko levico kot etično čisto in pozitivno stran, čeravno je omogočala komunistično revolucijo, medtem ko je desno oz. katoliško stran v španskem spopadu opredelil kot fašistično, čeravno je bila fašistična le ena od desnih frakcij. Ta španski razdor je prenesel v slovenski okvir in nakazal, da v Sloveniji obstaja podoben konflikt. Tako je slovensko katoliško stran posredno, toda dovolj razumljivo obtožil, da je fašistična. Pri tem je bilo evidentno, da je oznako fašizem uporabljal Kocbek tako kakor Kominterna, ko je izoblikovala politični koncept t. i. ljudske fronte: vse, tudi meščanske stranke in skupine, ki so ljudsko fronto pod komunističnim vodstvom podpirale, so lahko imele po tej logiki status demokratičnih sil; vse druge družbene skupine pa so bile označene kot fašistične. Kocbek je bil prvi levo usmerjeni slovenski katoličan, ki je to logiko prenesel v slovensko kulturno in duhovno življenje. Ker je za to uporabil ravno revijo DS, je s tem spravil uredništvo in revijo v hudo krizo. Uredništvo z glavnim urednikom Francetom Koblarjem (1933–1937) je odstopilo in revija leto dni ni izhajala (april 1937 – april 1938). 
Nato je revijo urejal dr. Jože Debevec, potem Anton Dokler, v začetku 1939 pa je prevzel uredništvo dr. Tine Debeljak. Revija je po krizi 1937 izgubila več pomembnih sodelavcev, ki so prešli h Kocbekovi reviji Dejanje. Med vojno so se slednji zvečine pridružili NOB oz. komunistični revoluciji, mnogi od tistih, ki so po krizi 1937 reviji ostali zvesti, pa so se pridružili nasprotnikom revolucije. Razkol, ki je potekal med vojno in revolucijo med slovenskimi katoličani, je potekal skorajda po ločnici, ki jo je Kocbek zarisal leta 1937 v DS s svojim esejem. Leta 1944 je izšel zadnji zvezek DS v uredništvu Tineta Debeljaka. Njegova uredniška usmeritev se je deloma nadaljevala v povojnih kulturnih revijah v zdomstvu, zlasti z revijo Meddobje.